# Campillo de Salvatierra
Campillo de Salvatierra es una localidad y una entidad local menor del municipio de Guijuelo, en la comarca de Salvatierra, provincia de Salamanca, Castilla y León, España. 

## Historia
Los orígenes de Campillo se remontan a la repoblación llevada a cabo por el rey de León Alfonso IX a principios del siglo XIII, cuando quedó incluido en el Alfoz de Salvatierra, dentro del Reino de León.
Con la creación de las actuales provincias en 1833, Campillo de Salvatierra, aún como municipio independiente, quedó integrado en la provincia de Salamanca, dentro de la Región Leonesa.
Hasta 1974 Campillo se mantuvo como un municipio, decretándose ese año por el entonces príncipe Juan Carlos su unión forzosa al municipio de Guijuelo, del que depende actualmente.

DECRETO 2310/1974, de 20 de julio, por el que se aprueba la incorporación de los Municipios de [...] Campillo de Salvatierra [...] al de Guijuelo (Salamanca)

Los Ayuntamientos de [...] Campillo de Salvatierra [...] adoptaron [...] acuerdos con quórum legal de solicitar la incorporación de sus municipios al limítrofe de Guijuelo, todos de la provincia de Salamanca, sobre la base de que carecen de recursos económicos suficientes y a un considerable descenso de población. El Ayuntamiento de Guijuelo, asimismo con quórum legal, acordó dar su conformidad a la incorporación.
El expediente se sustanció con arreglo a las normas de procedimiento contenidas en la Ley de Régimen Local y en el Reglamento de Población y Demarcación Territorial de las Entidades Locales, sin reclamación alguna durante el período de información pública a que estuvieron sometidos los acuerdos municipales.
La Diputación Provincial y el Gobierno Civil han informado en sentido favorable, y se ha puesto de manifiesto en las actuaciones la conveniencia de la incorporación por la escasez de población y falta de recursos económicos de los cinco municipios que se incorporan, y para una mejor prestación en el futuro de los servicios de estos núcleos, concurriendo en el presente caso las causas exigidas en el artículo catorce en relación con el apartado c) del trece de la vigente Ley de Régimen Local.
En su virtud, de conformidad con los dictámenes emitidos por la Dirección General de Administración Local y Comisión Permanente del Consejo de Estado, a propuesta del ministro de la Gobernación y previa deliberación del Consejo de Ministros en su reunión del día once de julio de mil novecientos setenta y cuatro,
DISPONGO:
Artículo primero.-Se aprueba la incorporación voluntaria de los municipios de [...] Campillo de Salvatierra [...] al de Guijuelo (Salamanca).
Artículo segundo.-Queda facultado el Ministerio de la Gobernación para dictar las disposiciones que pudiera exigir el cumplimiento de este Decreto.
Así lo dispongo por el presente Decreto, dado en Madrid a veinte de julio de mil novecientos setenta y cuatro,
Juan Carlos de Borbón
Príncipe de España

EL ministro de la Gobernación, José García Hernández.

## Geografía humana

### Demografía
| Gráfica de evolución demográfica de Campillo de Salvatierra entre 1842 y 1970 |
| |
| Población de derecho según los censos de población del INE Población de hecho según los censos de población del INEEntre el censo de 1981 y el anterior, este municipio desaparece porque se agrupa en el municipio 37156 (Guijuelo) |

En 2020 contaba con una población de 301 habitantes, de los cuales 165 son varones y 136 son mujeres (INE 2020).
| Gráfica de evolución demográfica de Campillo de Salvatierra entre 2000 y 2020            |
|                                                                                          |
| Fuente: Instituto Nacional de Estadística de España - Elaboración gráfica por Wikipedia. |

### Economía
Su economía se basa en la fabricación de productos relacionados con el cerdo ibérico, ya que gran parte de la población se dedica a ello. Existe un gran número de fábricas dedicadas a la fabricación de embutidos y jamones teniendo en cuenta que su número de habitantes es bastante reducido.

## Patrones
Su patrón es San Marcos, el 25 de abril, y su patrona es la Virgen del Carmen, el 16 de julio.